# Отон Кучера
Отон Кучера (31 грудня 1857, Петриня — 29 грудня 1931, Загреб) — хорватський астроном і популяризатор науки і техніки, письменник, автор кількох підручників з фізики для середніх шкіл і ряду науково-популярних праць з фізики, астрономії та електротехніки. Вивчав математику, фізику та астрономію у Відні, розвивав астрономію у Віденській обсерваторії. Викладав у середніх школах у Вінковцях, Пожезі та Загребі, був викладачем математики на факультеті лісівництва Загребського університету. Займався історією точних наук і в цій галузі написав дисертацію про Маріна Гетальдича. Він заохочував створення Загребської обсерваторії Хорватського товариства природничих та був її директором з 1903 по 1913 рік і з 1920 по 1925 рік. Він брав активну участь у громадському житті як член і президент Матиці хорватської, Хорватського природознавчого товариства, президент першого радіоклубу в Загребі, президент асоціації вчителів середніх шкіл і редактор альманаху Бошковича.

## Біографія

### Дитинство і навчання
Народився 1 січня 1857 року в Петрині, був першим із тринадцяти дітей у шлюбі вчителя Фран'ї Кучери з Ідою Кучерою. За спогодами родини, Отон народився 31 грудня 1856 року, але з практичних причин (військовий обов'язок та інші) батьки повідомили, що він народився 1 січня. Про цей курйоз у своїй статті про Отона Кучеру згадувавйого син Влахо Кучера. Кучера святкував свій день народження 1 січня, про що свідчить, зокрема, святкове відзначення його 70-річчя у 1927 році. Його хрестили в церкві святого Лаврентія в Петріні, і в свідоцтві про хрещення вказана дата народження 1 січня.
Його батька, вчителя, незабаром перевели з Петріні до Оточаця, де Отон провів дитинство і закінчив п'ять класів початкової школи, а потім продовжив навчання в середній школі в Сені. Він подорожував із Сеня до Оточаця і назад через Велебит, і в цих подорожах він на все життя закохався у Велебит, гори та зоряне небо. Продовжив освіту у Вінківцях і закінчив школу в 1873 році.
Як відмінник і талановитий учень, він отримав державну стипендію і поїхав до Відня вивчати фізику, математику та астрономію. Він навчався у знаменитих науковців Йожефа Штефана, Людвіга Больцмана та Йоганна Лошмідта, вдосконалював свої знання з астрономії у Віденській обсерваторії, директором якої на той час був Карл фон Літров|.

### Педагогічна та наукова діяльність
Кучері запропонували посаду асистента у Відні, але патріотичні та сімейні причини змусили його повернутися до Віньківців, де у віці лише 19 років він почав викладати у Віньківецькій гімназії, а через два роки склав у Відні іспит на вчителя, як вимагали тогочасні закони.
Через три роки він публікує перші наукові та професійні праці. Разом зі Спірідіоном Брусіною та Джурою Піларом він брав участь у створенні Хорватського товариства природничих наук, заснованого в Загребі наприкінці 1885 року. 1886 року в бюлетені новозаснованого товариства він друкує статтю Людина і природознавство, в якій дає огляд розвитку природничих наук.
З переїздом до Пожеги Кучера розпочав науково-популяризаторську роботу, яку продовжував до самої смерті. Він заснував першу шкільну обсерваторію в Пожезі, а в 1892 році вийшла його перша науково-популярна книга «Нариси про магнетизм і електрику».
Активній популяризації науки в той час сприяло, зокрема, те, що в науці почала систематично використовуватися хорватська мова. Кучера набув слави як один з найкращих хорватських популяризаторів науки і техніки, його навіть називали «хорватським Фламмаріоном», на честь знаменитого французького популяризатора астрономії.
Кучера вважав, що відношення людини до науки про зоряне небо зовсім інше, ніж до будь-якої іншої науки, що його можна порівняти з відношенням людини до своєї батьківщини, що астрономія спрямовує людину на роздуми про найбільші загадки природи, ці думки заспокоюють пристрасті людини, і в цьому він бачив велике виховне значення астрономії.

### Розквіт просвітницької діяльності
З його переїздом до Загреба в 1892 році починається найплідніший період творчості Кучери. Він працював у реальній гімназії, де в 1893 році організував перший сучасний кабінет фізики, і того ж року вийшла його книга «Vrieme — crtice iz meteorologie». У 1895 році вийшла науково-популярна астрономічна праця «Наше небо», видана Матицею хорватською накладом 12 тисяч примірників. Весь тираж був швидко розпроданий, і книга була двічі перевидана щу за життя Кучери: у 1921 році Хорватським натуралістичним товариством і в 1930 році Матицею хорватською. За цю книгу Кучера отримав нагороду від фундації графа Івана Непомука Драшковича. Через сто років після першого видання, 1995 року, в Загребі було надруковано четверте видання «Нашого неба».
У 1899 році Кучера написав підручник «Фізика для молодших класів із додатками з астрономії та хімії» та отримав ступінь доктора в Загребському університеті, захистивши дисертацію про Маріна Гетальдича. Він також став викладачем вищої математики та теоретичної фізики й механіки в Академії лісництва в Загребі, де він викладав до свого виходу на пенсію в 1915 році. Він запровадив в Академії лісництва дворічний курс геодезії, і спочатку сам ним керував. Сьогоднішній Геодезичний факультет в Загребі виріс із цього курсу геодезії.

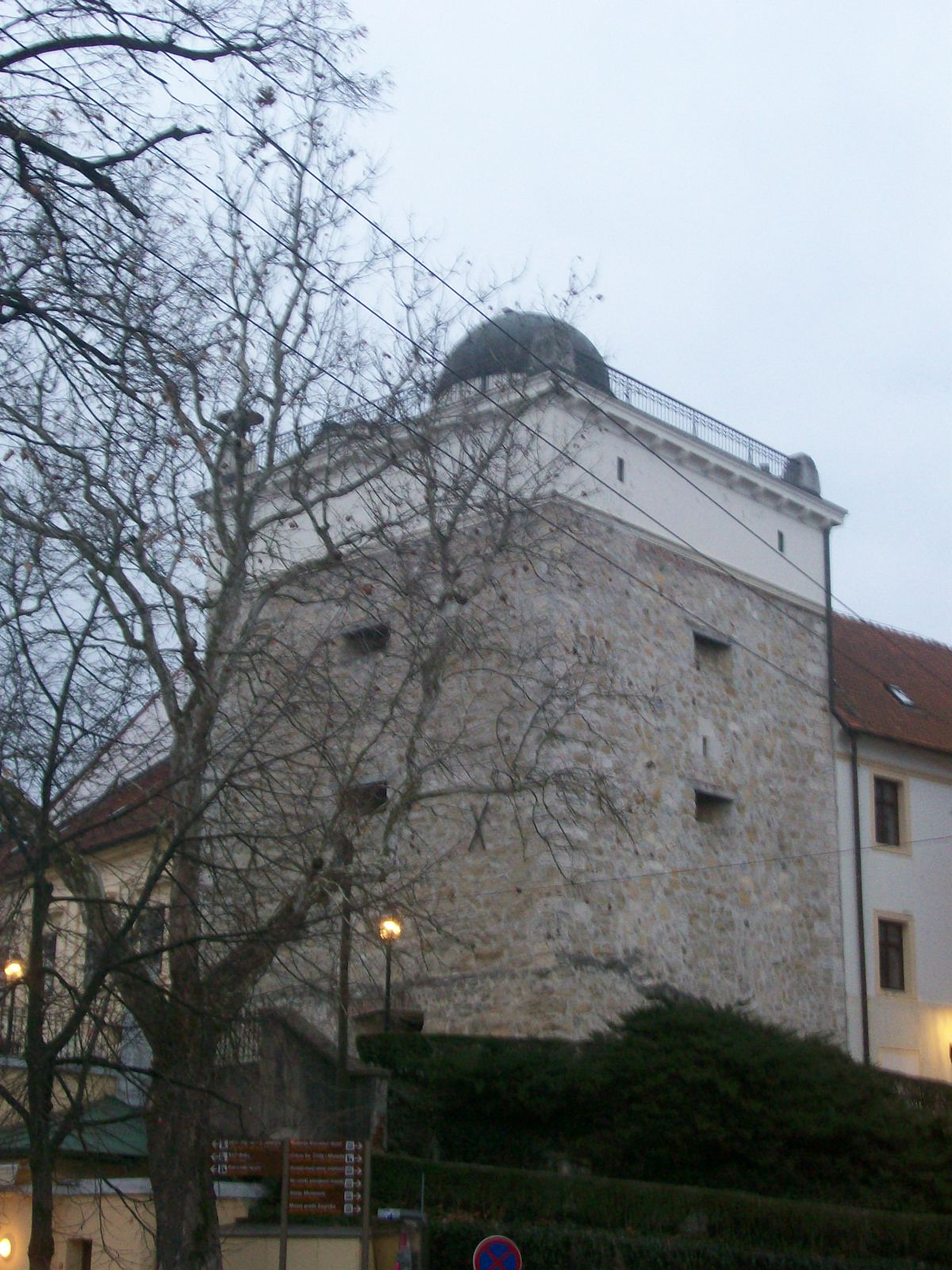
Попівська вежа з куполом Загребської обсерваторії.

У 1902 році була опублікована його «Експериментальна фізика для вищих, середніх і подібних ним шкіл», і в тому ж році за його ініціативою була заснована астрономічна секція в рамках Хорватського природознавчого товариства. Також Кучера ініціював заснування Загребської обсерваторії, і коли в 1903 році завдяки його активним зусиллям обсерваторія була відкрита, він прийняв посаду її директора.
Із записів Кучери ми дізнаємося, що на момент заснування астрономічної секції навіть серед хорватської інтелігенції ще не було достатнього усвідомлення важливості астрономії як культурного елемента в освіті кожної людини, незалежно від її фаху. Однак Кучера стверджував, що саме така роль астрономії у великих націй. Він відмічав, що того ж року, коли було засновано Хорватське природознавче товариство, французький астроном Каміль Фламмаріон заснував Французьке астрономічне товариство в Парижі (1886 рік), і що це товариство в одній із найцивілізованіших держав світу з населенням 40 мільйонів осіб, у перший рік діяльності ледь зібрало 90 членів. Ще більше він міг пишатися тим фактом, що кількість членів Хорватського природознавчого товариства зменшилася до 95 членів перед заснуванням астрономічної секції, але після її створення зросла приблизно до 230, що свідчить, інтерес, викликаний заснуванням цієї секції та ідеєю заснування обсерваторії. У 1924 році й сам Кучера був обраний членом Французького астрономічного товариства в Парижі.
У рік відкриття обсерваторії, 1903 року, вийшла книга Кучери «Хвилі і промені», а в 1907 році він переклав підручники Юліуса Шайнера «Регуляція Всесвіту» та І. Валентіна «Фізика для старших класів середньої школи». Весь цей час він діяв у багатьох інших сферах: був президентом першого радіоклубу, членом літературного управління Матиці хорватської, а вісім років, з 1909 по 1917 рік, був її президентом. З 1908 по 1911 рік — президент товариства вчителів середніх шкіл. Він є постійним викладачем Загребського університету, де його лекції користувалися великою популярністю. Крім того, він був у редакційній колегії «Вісника Хорватського альпіністського товариства», а в період з 1892 по 1913 рік був радником, секретарем і президентом Хорватського альпіністського товариства. Він також був членом «Брацтва хорватського дракона» і асоційованим членом Хорватського літературного товариства Святого Єроніма.

### Дреге керівництво обсерваторією
У 1915 році Кучера вийшов у відставку, а в 1920 році, після розпаду Австро-Угорської імперії, він повернувся до активної діяльності і став директором середньої школи при Земельному королівському уряді, а потім знову керував обсерваторією з 1920 по 1925 рік, коли він пішов у відставку вдруге. З 1924 по 1926 рік він редагував астрономічний календар «Bošković».
Серед багатьої книг, які він опублікував у свій пізніший період, виділяються книги з бібліотеки «Сучасні винаходи»: «Рух і сили: Нариси з механіки неба і землі» 1915 року та «Бездротові телеграф і телефон» 1925 року.
Від першого шлюбу мав дочку Ельзу, яка стала відомою хорватською психологинею. Після смерті першої дружини одружився і народив ще трьох дітей: Мару, Невенку та сина Влаха. В останні роки свого життя через сімейні обставини він був змушений продати сімейний будинок на вулиці Юр'євській 14 у Загребі і після цього до кінця свого життя мешкав у орендованій квартирі на вулиці Малліновій. Він помер 29 грудня 1931 року, напередодні свого дня народження, а в день народження, 31 грудня, був похований на кладовищі Мирогой у Загребі.

## Праці
- Малюнки про магнетизм і електрику (хорв. Crte o magnetizmu i elektricitetu), 1892.
- Час, нариси з метеорології (хорв. Vrieme, crtice iz meteorologije), 1893.
- Наше небо: нариси з астрономії (хорв. Naše nebo: crtice iz astronomije), 1895 (2-е вид. 1921, 3-е вид. 1930, 4-е вид. 1995))
- Погода: Нариси з метеорології (хорв. Vrieme: crtice iz meteorologije), 1897 (електронне видання)
- Хвилі і промені (хорв. Valovi i zrake), 1903 (електронне видання)
- Рух і сили: Нариси з механіки неба і землі (хорв. Gibanja i sile: crtice iz mehanike neba i zemlje), 1915 (електронне видання)
- Бездротові телеграф і телефон (хорв. Telegraf i telefon bez žica), 1925 (електронне видання)

Він також написав підручник з фізики для молодших класів середньої школи (1899) та експериментальний підручник з фізики для старших і середніх шкіл (1902).

## Нагороди
- 1889: Премія Фонду графа Івана Драшковича[hr] за роботу «Нариси про магнетизм і електрику».
- 1894: Нагорода від фонду графа Івана Драшковича за твір «Наше небо: нариси з астрономії».
- 1914: Нагорода від Фонду графа Івана Драшковича за роботу «Рух і сила: нариси з механіки неба і землі»[3].

## Пам'ять
Астероїзд, відкритий Вишнянською обсерваторією 22 травня 1996 року, був названий 7364 Отонкучера — за великий внесок Кучери у науково-технічне відродження Хорватії і освіту багатьох любителів астрономії, включаючи самого першовідкривача астероїда.